# Clarence Darrow
Clarence Seward Darrow (ur. 18 kwietnia 1857, zm. 13 marca 1938) – amerykański prawnik. Absolwent Michigan Law School.